# Lomariopsis spectabilis
Lomariopsis spectabilis là một loài thực vật có mạch trong họ Lomariopsidaceae. Loài này được (Kunze) Mett. mô tả khoa học đầu tiên năm 1856.